# Ormträsket

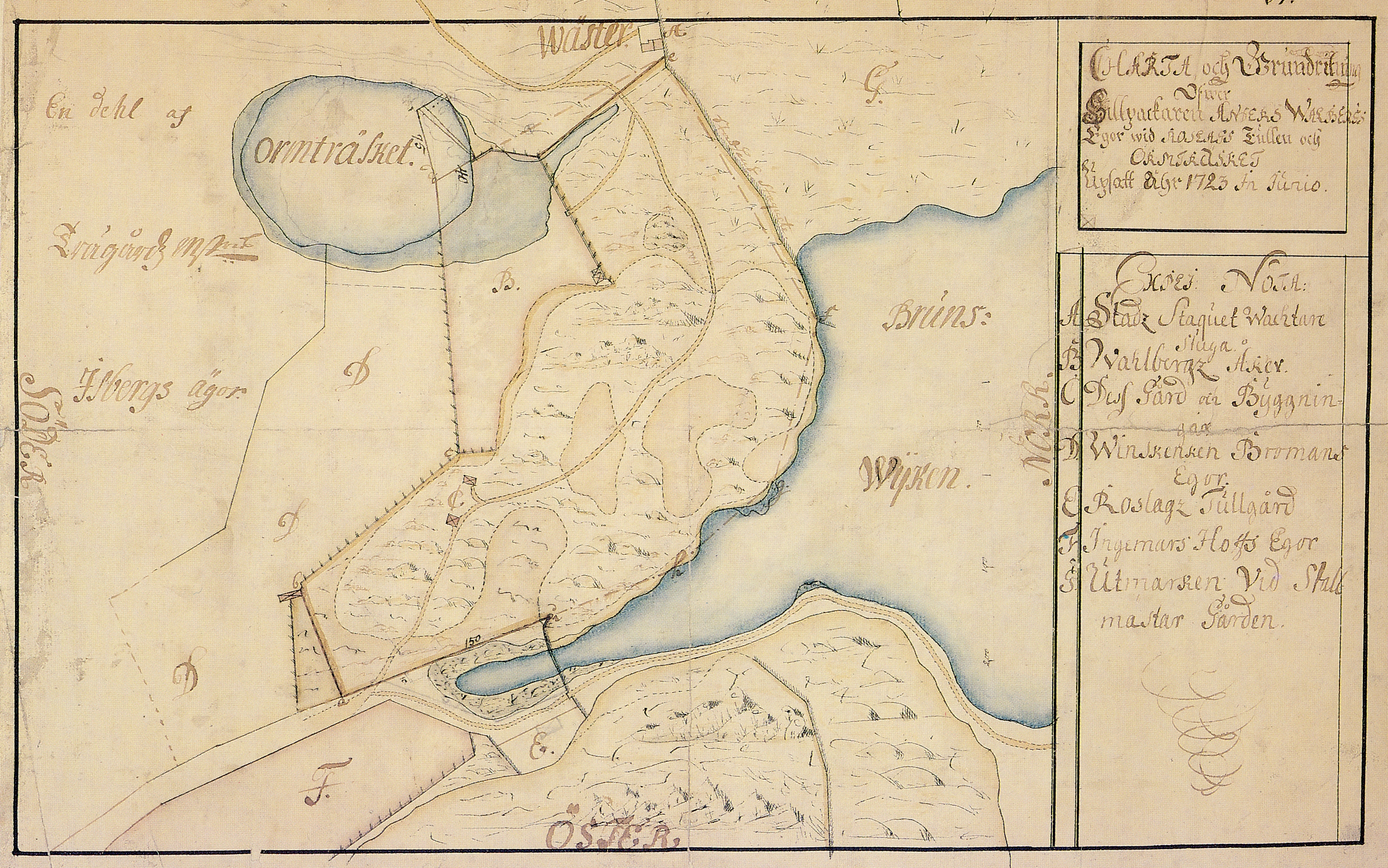
Ormträsket 1723 med Brunnsvikens västra del på kartans högra sida.

Ormträsket var en liten insjö i nuvarande Vasastaden, i Stockholms innerstads nordligaste del invid nuvarande Bellevueparken. På platsen ligger sedan januari 1962 Wenner-Gren Center. Intill finns Sveaplan.

## Beskrivning

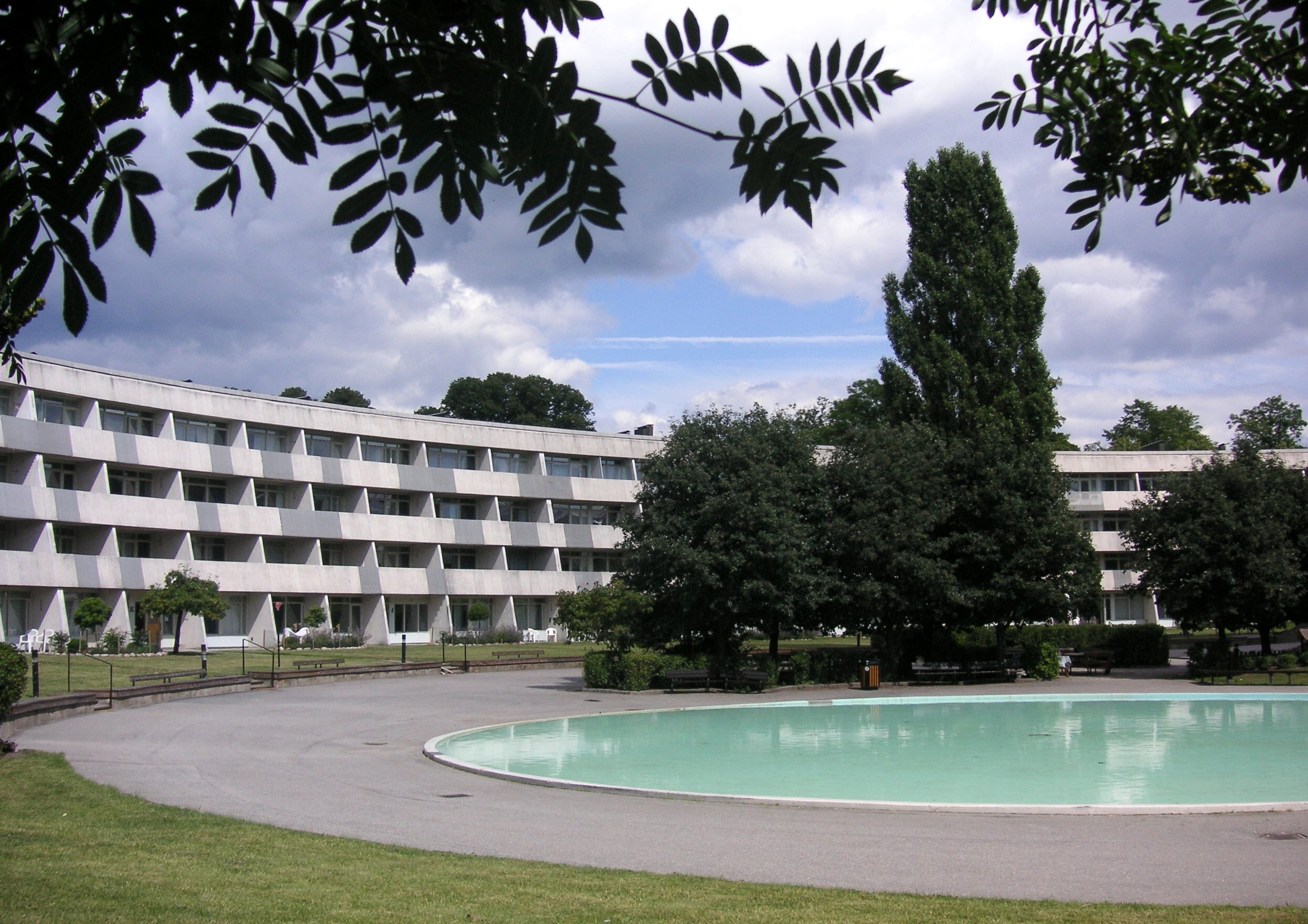
Wenner-Gren Centers "Helicon" 2007, som ligger på platsen för Ormträsket.

Ormträsket hör till de många mindre sjöar och vattendrag som har försvunnit från Stockholms stadslandskap, dels genom uttorkning på grund av landhöjningen, dels för att de fylldes igen för att vinna byggbar mark. Ormträsket kan ursprungligen ha varit en del av Brunnsviken; på en karta från 1723 syns den dock redan som en liten rund sjö med cirka 150 meter diameter. På denna tid fanns här sillpackaren Anders Olsson Wahlbergs Egor wid Roslags Tullen och Ormträsket. 
Sjön fanns kvar till långt in på 1800-talet, som kartsamlingen Trakten omkring Stockholm i IX blad från 1861 visar, men fylldes igen helt 1871. . På Albert Lindhagens stadsplaneförslag från 1866 är sjön borta och på dess ställe finns föregångaren till Sveaplan och en park inritade. I början på 1900-talet uppstod dock ingen park, utan det blev ett avlägset beläget område som kallades Sibirien. Under 1930-talet uppstod ett kåksamhälle med verkstäder, bilföretag samt en teaterlada. 1936 invigdes Sveaplans flickläroverk i närheten.
År 1959 revs kåkstaden för att bereda plats för Wenner-Gren Center, som invigdes i januari 1962 och då var Europas högsta byggnad med stomme i stål. Wenner-Gren Centers halvcirkelformade lågbyggnad, kallad Helicon med sin spegeldamm, återger den lilla sjöns kontur och den 74 meter höga höghusdelen Pylon står mitt i det före detta träsket. Kvartersnamnet för Wenner-Gren Center kv. Ormträsket påminner idag om sjön med samma namn.